# Marcelinho Paulista
Pour les articles homonymes, voir Marcelinho.
Marcelo José de Souza, plus connu sous le nom de Marcelinho Paulista (né le 13 décembre 1973 à Cotia dans l'État de São Paulo), est un footballeur international brésilien, qui évoluait au poste de milieu de terrain.

## Biographie

### Carrière en sélection
Avec l'équipe du Brésil, il dispute 7 matchs (pour aucun but inscrit) entre 1994 et 1996.
Il participe également aux JO de 1996 à Atlanta.

## Palmarès
| Corinthians - Championnat de São Paulo (1) : - Champion : 1995. - Coupe du Brésil (1) : - Vainqueur : 1995. |  | Botafogo - Championnat de Rio de Janeiro (1) : - Champion : 1997. - Coupe Guanabara (1) : - Vainqueur : 1997. |

| Brésil olympique - Jeux olympiques : - Bronze : 1996. |  | Brésil -20 ans - Coupe du monde -20 ans (1) : - Vainqueur : 1993. |